# 蓬高地区圣法伊特
蓬高地区圣法伊特是奥地利萨尔茨堡州蓬高地区圣约翰县的一个市镇。总面积56.84平方公里，总人口3330人，人口密度58.6人/平方公里（2001年）。